# 知られぬ日本の面影

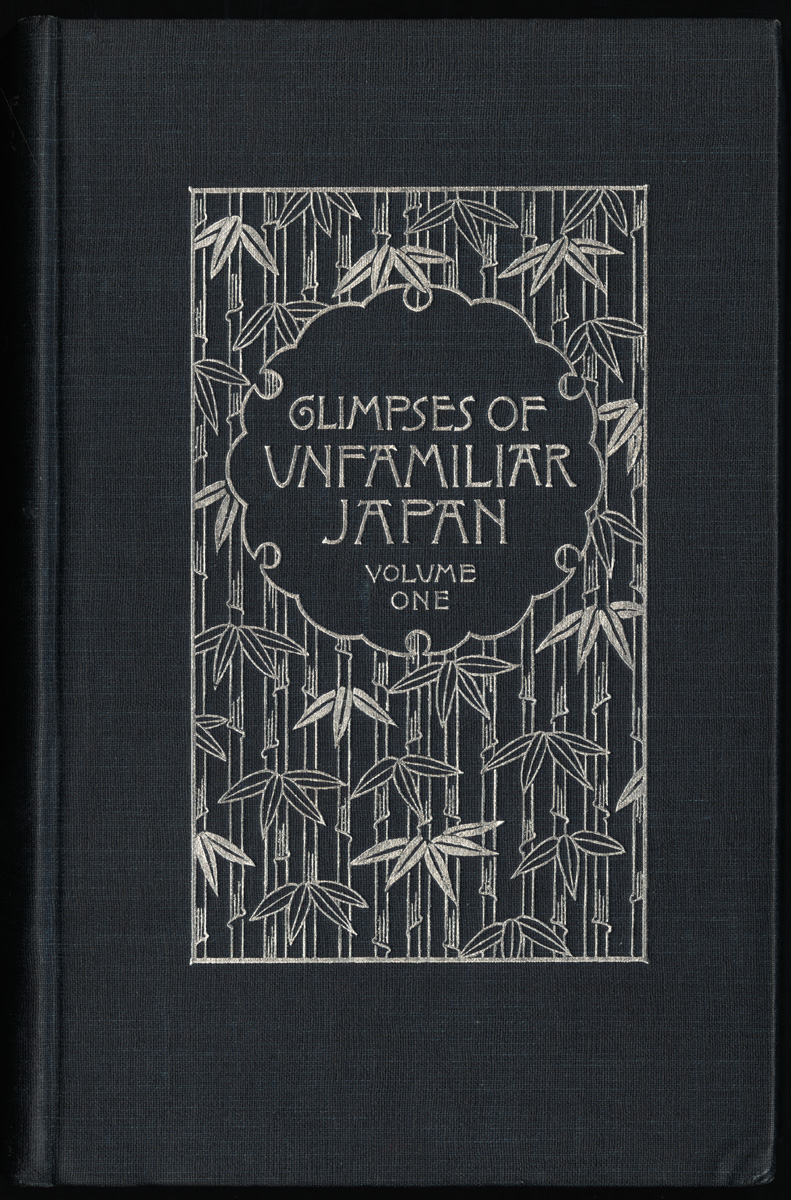
知られぬ日本の面影 (Glimpses of Unfamiliar Japan) 1894年

『知られぬ日本の面影』（しられぬにほんのおもかげ、Glimpses of Unfamiliar Japan ）は小泉八雲が来日後初めて著した作品集。1894年に出版された。
他に訳題は『知られざる日本の面影』（しられざるにほんのおもかげ）『日本瞥見記』（にほんべっけんき）などがある。
『心』『骨董』『怪談』と並ぶ八雲の代表作で、出雲地方と松江でのエピソードを中心に描かれている。

## 作品
- 知られぬ日本の面影（上）
  - 極東第一日目(MY FIRST DAY IN THE ORIENT)
  - 弘法大師の書 (THE WRITING OF KOBODAISHI)
  - 地蔵
  - 江の島行脚
  - 盆市で
  - 盆おどり
  - 神々の国の首都 (THE CHIEF CITY OF THE PROVINCE OF THE GODS)
  - 杵築－日本最古の神社
  - 潜戸－子供も亡霊岩屋
  - 美保関
  - 杵築雑記
  - 日ノ御碕
  - 心中
  - 八重垣神社
  - キツネ

- 知られぬ日本の面影（下）
  - 日本の庭
  - 家庭の祭壇
  - 女の髪
  - 英語教師の日記から

## 日本語訳
- 『日本瞥見記 上・下』（平井呈一訳、恒文社）、新版刊
- 『新編 日本の面影 Ⅰ・Ⅱ』（池田雅之訳、角川ソフィア文庫）
- 『明治日本の面影』（平川祐弘編訳、講談社学術文庫）

## 関連作品
- 『日本の面影』（1984年3月3日 - 24日、NHK総合、原作・脚本：山田太一） - 八雲を主人公としたテレビドラマ